# Hołoszyńce
Hołoszyńce – wieś na Ukrainie w rejonie tarnopolskim należącym do obwodu tarnopolskiego. 
W II Rzeczypospolitej wieś w powiecie zbaraskim województwa tarnopolskiego.
W 1944 nacjonaliści ukraińscy z OUN-UPA zamordowali tutaj 15 Polaków.
Do 2020 w rejonie podwołoczyskim.